# Marshall Brickman
Marshall Brickman (Rio de Janeiro, 25 de agosto de 1939 – Nova Iorque, 29 de novembro de 2024) foi um roteirista e cineasta estadunidense, mais conhecido por suas colaborações com Woody Allen. Ele foi vencedor do Oscar de Melhor Roteiro Original de 1977 por Noivo Neurótico, Noiva Nervosa.

## Biografia
Brickman nasceu no Rio de Janeiro, Brasil, filho de pais americanos Pauline (née Wolin) e Abram Brickman. Sua família era judia. Depois de frequentar a Universidade de Wisconsin-Madison, ele se tornou membro do grupo The Tarriers em 1962, recrutado pelo ex-colega de classe Eric Weissberg. Após a dissolução dos The Tarriers em 1965, Brickman se juntou aos The New Journeymen com John Phillips e Michelle Phillips, que mais tarde tiveram sucesso com The Mamas & the Papas. Ele deixou o The New Journeymen para seguir carreira como escritor, inicialmente escrevendo para a televisão na década de 1960, incluindo Candid Camera, The Tonight Show e The Dick Cavett Show. Foi nessa época que ele conheceu Woody Allen, com quem colaborou em três roteiros de cinema durante os anos 1970: O Dorminhoco (1973), Noivo Neurótico, Noiva Nervosa (1977, que ganhou o Oscar de Melhor Roteiro Original) e Manhattan (1979).
Brickman dirigiu vários de seus próprios roteiros nos anos 1980, incluindo Simon, O Amor Tem Seu Preço e Jogos Fatais, bem como Sister Mary Explains It All, uma adaptação para a TV da peça de Christopher Durang. Seu roteiro com Allen para Um Misterioso Assassinato em Manhattan (1993) havia sido deixado de lado alguns anos antes, quando o projeto foi revivido mais tarde.
Com o parceiro Rick Elice, ele escreveu o livro para o musical da Broadway Jersey Boys, sobre o grupo de rock da década de 1960 The Four Seasons. Os dois colaboraram novamente em 2009 no musical A Família Addams.

## Morte
Brickman morreu no dia 29 de novembro de 2024, aos 83 anos.

## Filmografia
- Ann in Blue (1974) (TV)
- The Muppet Show: Sex and Violence (1975) (piloto TV)
- Simon (1980)
- Lovesick (1983)
- The Manhattan Project (1986)
- For the Boys (1991) (com Neil Jimenez e Lindy Laub)
- Intersection - Entre dois mundos (1994) (com David Rayfield)
- Jersey Boys: Em Busca da Música (2014) (com Rick Elice)
- Happy Trails (2019)

Co-escrito com Woody Allen
- O Dorminhoco (1973),
- Noivo Neurótico, Noiva Nervosa (Oscar de Melhor Roteiro Original)
- Manhattan (1979).